# T34VG1

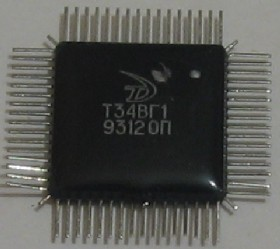
T34VG1

T34VG1 (rusky Т34ВГ1) je integrovaný obvod vyráběný ruskou společností Angstrem (rusky: Ангстрем) v Zelenogradě. Jedná se o integrovaný obvod z řady obvodů Т34, T34VG1 je ekvivalent obvodu ULA počítačů ZX Spectrum 48K.

## Charakteristika obvodu
Obvod je realizován v pouzdře QFP s 64 vývody. Obvod se vyskytuje také pod označením ULA1. Další možná označení jsou 1515ХМ1-216 a ULA-216.
Kromě ruských verzí ZX Spectra je obvod použit v herní konzoli Эльф. Obvod T34VG1 je použit i v Československých počítačích Didaktik M a Didaktik Kompakt.
Před vznikem obvodu T34VG1 byla v ruských klonech ZX Spectra funkce tohoto obvodu zajišťována pomocí integrovaných obvodů malé a střední integrace. Díky obvodu T34VG1 bylo možné sestavit celý počítač z pouze asi 15 integrovaných obvodů.
Na rozdíl od obvodu ULA, který obsahuje i analogovou část pro generování obrazových signálů U, Y a video, je obvod T34VG1 plně digitální a místo těchto signálů generuje signály R, G a B. Při přístupu do obrazové části paměti RAM obvod ULA zastavuje hodinový signál procesoru. Obvod T34VG1 při přístupu do obrazové části paměti RAM generuje signál /WAIT.

### Počítače obsahující obvod T34VG1
- Anbelo/C,
- Atas,
- Byte,
- Delta-mikro,
- Didaktik M,
- Didaktik Kompakt,
- Forum BK-09 Turbo
- Kompaňon,[10]
- Kvant BK MC0530,
- Master,
- PLM-X,
- Raton-9003,
- Simbol,
- Sinko-Best,
- Sirius,
- Spektr B-IK,
- Sura-S,
- Vesta IK-31.[11]

## Historie
Motivací pro vývoj byla návštěva tehdejšího vedoucího oddělení NIITT P. R. Maševiče v Didaktiku Skalica, o kterou požádal v průběhu své služební cesty na Slovensko, kde uviděl v obchodě počítač Didaktik Gama. V průběhu své návštěvy Didaktiku Skalica počítač Didaktik Gama důkladně prostudoval a navrhl nahradit několik integrovaných obvodů střední integrace obvodem LSI. Vedení Didaktiku o úspěšné realizaci tohoto záměru pochybovalo, ale návrh přijal a Maševič dostal schéma počítače Didaktik Gama a vzorek počítače. Tím mohl i s pomocí B. V. Iljičeva začít vývoj multifunkčního ovladače periférií Т34ВГ1. Obvod obsahoval videopaměť s vlastní autonomní správou technicky kombinovanou s běžnou pamětí RAM. Protože RAM byla dynamická a tedy vyžadovala periodické obnovování obsahu a protože proces obnovování obsahu je podobný procesu obnovování obsahu obrazu, bylo rozhodnuto je začlenit do jednoho zařízení. Obvod nahradil 15 integrovaných obvodů použitých v originálním ZX Spectru a v Didaktiku Gama, včetně obvodu ULA.
Vzorky obvodu s dokumentací byly prostřednictvím velvyslanectví odeslány do Skalice a době čekání na odpověď v Rusku vyrobily vlastní kopie základní desky počítače. Na Slovensku trvalo testování dlouho, ale protože chování obvodu nebylo pochopeno, obvod byl zamítnut. Kvůli tomuto výsledku se Maševič s Iljičevem osobně vydali na Slovensko a s sebou přivezli svoje kopie počítače Didaktik. Testy prokázaly, že mezi jejich kopiemi a původními počítači nebyly žádné rozdíly a obvody Т34ВГ1 tak úspěšně prošly testy.
Obvod později dostal dvě oficiální označení. Varianta v kovokeramickém pouzdře dostala označení КА1515КХМ1-216, varianta v plastovém pouzdře dostala označení КР1515ХМ1-216. Jako obchodní označení bylo určeno označení ULA1.
Následně byl vyvinut obvod Т34ВГ2 a v mezičase začaly studie možnosti výroby kopie procesoru Z80 pod vedením J. L. Otrochova.